# Faro de Tayport Low
El Faro de Tayport Low o de Tayport East (en inglés: Tayport Low Lighthouse o Tayport East Lighthouse) es un antiguo faro, ya en desuso, situado en Tayport, Fife, Escocia, Reino Unido, en el lado meridional del Fiordo de Tay. Fue puesto en servicio en 1823. Consiste en una torre de cantería de 12 metros de altura. A 200 metros al oeste se encuentra el Faro de Tayport High, también llamado de Tayport West, de 24 metros de altura. Tanto por la altura como por la situación de uno respecto del otro viene su denominación. Fue apagado en 1848 al entrar en servicio el Faro de Tayport Pile.